# VC理论
瓦普尼克-澤范蘭傑斯理論（英語：Vapnik–Chervonenkis theory），又稱VC理论（VC theory）是一個於1960年代到1990年代由蘇聯數學家弗拉基米尔·瓦普尼克及亞歷克塞·澤范蘭傑斯建立的一套机器学习理论，使用统计的方法，因此有别于归纳学习等其它机器学习方法。
由这套理论所引出的支持向量机对机器学习的理论界以及各个应用领域都有极大的贡献。

## 主要概念
- 损失函数
- 期望风险， 经验风险， 结构风险
- VC维
- 支持向量机
- 条件随机场

## 參看
- Richard M. Dudley, empirical processes, Shattered set.